# Abròcomes (sàtrapa)

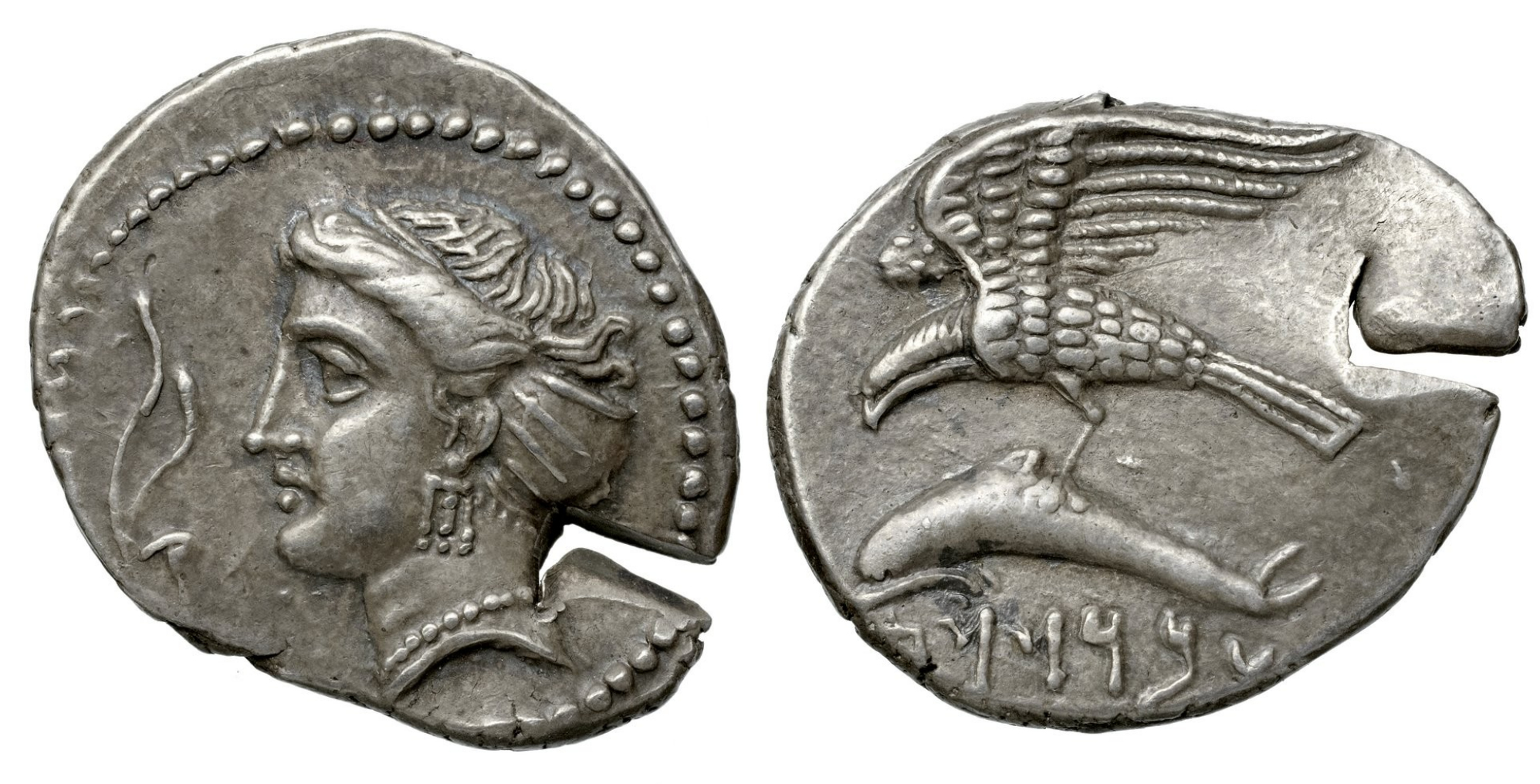
Moneda amb l'efígie d'Abròcomes.

Abròcomes (Abrocomas, Abrokómas Ἀβροκόμας) fou un sàtrapa persa del temps del rei Artaxerxes II de Pèrsia Memnon, que fou enviat amb un exèrcit de 300.000 homes per conquerir Egipte, però va haver de retornar per lluitar contra Cir el Jove que s'havia revoltat.
Aquest darrer va arribar a Tars mentre Abròcomes era a l'Eufrates i es va dirigir cap a Issos. Allí els mercenaris grecs, uns 400 hoplites, van desertar i es van unir a Cir. El sàtrapa no va defensar els passos i es va retirar per unir-se a les tropes del rei, limitant-se només a cremar les barques que podien ser usades per travessar el riu Eufrates; però no va arribar a temps per participar en la batalla de Cunaxa.
Després, junt amb Trithaustes i Farnabazos va intentar inultiment reconquerir Egipte.